# Adio
Adio Footwear war eine 1998 vom Skateboarder Chris Miller gegründete US-amerikanische Firma, die Skateschuhe und Kleidung herstellte. Anfang der 2000er verkaufte Miller die Firma an K2 Inc. Im November 2010 wurde das Sponsoring des eigenen Skateboard-Teams beendet und das Büro in Kalifornien geschlossen. 2016 haben ehemalige Adio-Mitarbeiter die Marke CALI Strong gegründet, die sich als „The New Adio“ versteht.

## Pro-Skaterim Adio-Team
Diese Pro-Skater werden unter anderem von Adio gesponsert:
- Tony Hawk
- Shaun White
- Jeremy Wray
- Danny Montoya
- Brian Sumner
- Alex Chalmers
- Ed Selego
- Steve Nesser
- Saul Hudson
- Martin Linke
- Bam Margera

## Produkte
Die Skateschuhe bestehen entweder aus Wildleder oder Nubuk und besitzen Doppelnähte. Die Sohle besteht aus Gel-injected Midsole.
Alles erhältlich für Männer und Frauen, stellt Adio neben Schuhen auch T-Shirts, Jacken, Pullover, Caps, Mützen, Rucksäcke, Gürtel, Schweißbänder, Socken, Handschuhe und weitere Produkte her.